# Міхаел Кляйн
Міхаел Кляйн (рум. Michael Klein, 10 жовтня 1959, Селіште — 2 лютого 1993, Крефельд) — румунський футболіст, що грав на позиції захисника.
Виступав, зокрема, за клуб «Корвінул», а також національну збірну Румунії.

## Клубна кар'єра
У дорослому футболі дебютував 1973 року виступами за команду «Корвінул», у якій провів п'ятнадцять сезонів, взявши участь у 313 матчах чемпіонату. Більшість часу, проведеного у складі «Корвінула», був основним гравцем захисту команди.
Згодом з 1978 по 1990 рік грав у складі команд «Аурул Брад» та «Динамо» (Бухарест).
Завершив ігрову кар'єру у команді «Баєр Юрдінген», за яку виступав протягом 1990—1993 років.

## Виступи за збірну
У 1981 році дебютував в офіційних матчах у складі національної збірної Румунії.
У складі збірної був учасником чемпіонату Європи 1984 року у Франції, чемпіонату світу 1990 року в Італії.
Загалом протягом кар'єри в національній команді, яка тривала 11 років, провів у її формі 90 матчів, забивши 5 голів.
Помер 2 лютого 1993 року на 34-му році життя у місті Крефельд.